# Dyson (společnost)
Dyson Ltd je britská technologická společnost, která se zabývá konstrukcí a výrobou vysavačů, sušičů rukou, bezlopatkových ventilátorů a ohřívačů. Svá zařízení prodává ve více než 50 zemích a po celém světě zaměstnává 3100 lidí. Společnost se pyšní technologickými výrobky, které pracují na jiných, lepších principech, než jejich předchůdci. Zakladatel společnosti, James Dyson, je proslulý tím, že v dílně u svého domu vytvořil celkem 5127 prototypů svého prvního bezsáčkového vysavače. Ve výrobě prototypů pokračoval, dokud se mu nepodařilo vytvořit výrobek, se kterým by byl zcela spokojen – vysavač Dyson DC01.

## Historie
V roce 1971, při provádění rekonstrukce své nemovitosti, objevil James Dyson spoustu problémů, které obnáší používání běžného zahradního/stavebního kolečka. Kolečko se bořilo do bahna, bylo nestabilní a často docházelo k defektům na jeho pneumatice. Jeho kovový rám způsoboval poškození nátěrů a zanášel se vrstvou cementu. Tyto problémy vedly Jamese Dysona k úvahám nad možnými zlepšeními. V roce 1974 vytvořil prototyp sklolaminátového kolečka s koulí nahrazující kolo. Zrodilo se tzv. kolečko s koulí.
V témže roce si James Dyson pořídil vysavač Hoover Junior. Tento vysavač se rychle zanášel a ztrácel sací výkon. James Dyson vyprázdnil vak ve snaze zlepšit sací výkon. Ke zlepšení však nedošlo. Otevřel tedy sáček a prozkoumal jej. Při této prohlídce zjistil, že jemné tkanivo sáčku je pokryto vrstvou prachu, která ucpává jeho póry a brání vysavači v plné funkci. Zařízení pracovalo dobře pouze se zcela novým sáčkem. I pak však ztrácelo sací výkon, s postupujícím zanášením nového sáčku prachem. James Dyson se rozhodl vyrobit dokonalejší a účinnější vysavač.
Při návštěvě místní pily si Dyson všiml způsobu odstraňování pilin ze vzduchu pomocí velkých průmyslových cyklonových odlučovačů. Tyto tzv. centripetální odlučovače jsou nejběžnější metodou separace nečistot, prachu a úlomků materiálu v průmyslových závodech. Tyto metody však nebyly obvykle uplatňovány v menších aplikacích vzhledem k vyšším nákladům této technologie. Dyson zde pojal myšlenku, že tento princip by mohl fungovat i v menším měřítku – ve vysavači. Odstranil tedy z vysavače Hoover Junior sáček a namontoval dovnitř lepenkový cyklonový odlučovač. Při jeho použití zjistil, že dokáže vysát větší množství nečistot, než jeho varianta se sáčkem. Zrodil se tak první vysavač bez sáčku.
Podle časopisu The Journal of Business and Design (ročník 8, č.1) byl zdroj inspirace následující:
James Dyson, pro nějž byla vždy typická snaha hledat řešení z neobvyklých zdrojů, přemýšlel o tom, jak nedaleká pila používá 9,1 m vysoký kuželový cyklonový odlučovač pro účely separace prachu a nečistot ze vzduchu pomocí odstředivé síly. Uvažoval o tom, že vysavač, který by dokázal separovat prach cyklonovým způsobem a odloučit jej z proudu vzduchu, by eliminoval potřebu sáčku a filtru.[zdroj?]
V rozmezí let 1979 a 1984 vytvořil 5 127 prototypů takového zařízení. První prototyp vysavače, červeno modrý přístroj, Dysonovi v jeho snaze nalézt v Británii nebo Spojených státech výrobce, který by koupil licenci a začal zařízení vyrábět, příliš úspěchu nepřinesl. Výrobní společnosti jako například Hoover neměly o tento výrobek zájem, zřejmě i proto, že trh s náhradními sáčky do vysavačů v hodnotě 500 milionů USD by jím byl ohrožen.
V roce 1983 přijala japonská společnost Apex licenci Dysonova konstrukčního řešení a začala s výrobou vysavače G-Force, který se téhož roku objevil na titulní straně časopisu Design Magazine. V roce 1986, byla v Japonsku prodána první výrobní verze vysavače G-Force, jejíž hodnota byla v přepočtu 2 000 USD. Vysavač G-Force byl vybaven nástavcem, díky kterému bylo možno konvertovat jej do podoby stolku a ušetřit tak prostor v malých japonských bytech.
V roce 1991 vyhrál tento výrobek v Japonsku mezinárodní cenu Design Fair a stal se v této zemi symbolem společenského postavení.[zdroj?]
James Dyson využil příjmy plynoucí z japonské licence a založil společnost Dyson – otevřením výzkumného centra a výrobního závodu v hrabství Wiltshire v červnu 1993. Jeho první výrobní verze vysavače s dvojitým cyklonovým odlučovačem a stálým sacím výkonem nesla název DA001 (v následujícím roce byla nahrazen vysavačem DC01) a prodávala se za 200 GBP. Navzdory výsledkům marketingového průzkumu, které ukazovaly, že lidé si nepřejí mít vysavač s průhlednou prachovou nádobou, se James Dyson a jeho tým rozhodli své výrobky právě takovou průhlednou sběrnou nádobou na prach opatřit. Toto rozhodnutí se nakonec ukázalo být správným, průhledná prachová nádoba se stala populárním a charakteristickým znakem výrobků, který je teď velmi často kopírován jinými výrobci. Za pouhých 18 měsíců se vysavač DC01 stal nejprodávanějším vysavačem v Británii.[zdroj?]
Po zavedení celé řady cylindrických vysavačů jako DC02, DC02 Absolute, DC02 De Stijl, DC05, DC04, DC06 a DC04 Zorbster, byl v dubnu 2001 uveden na trh Dyson DC07, první model s technologií Root Cyclone využívající sedm menších odlučovacích trychtýřů umístěných na horní straně vysavače. V roce 2009 začala společnost Dyson vyrábět další výrobky s technologií proudění vzduchu, jako jsou sušiče rukou AirBlade, bezvrtulové ventilátory Air Multiplier, nebo bezvrtulové ohřívací ventilátory Dyson Hot.

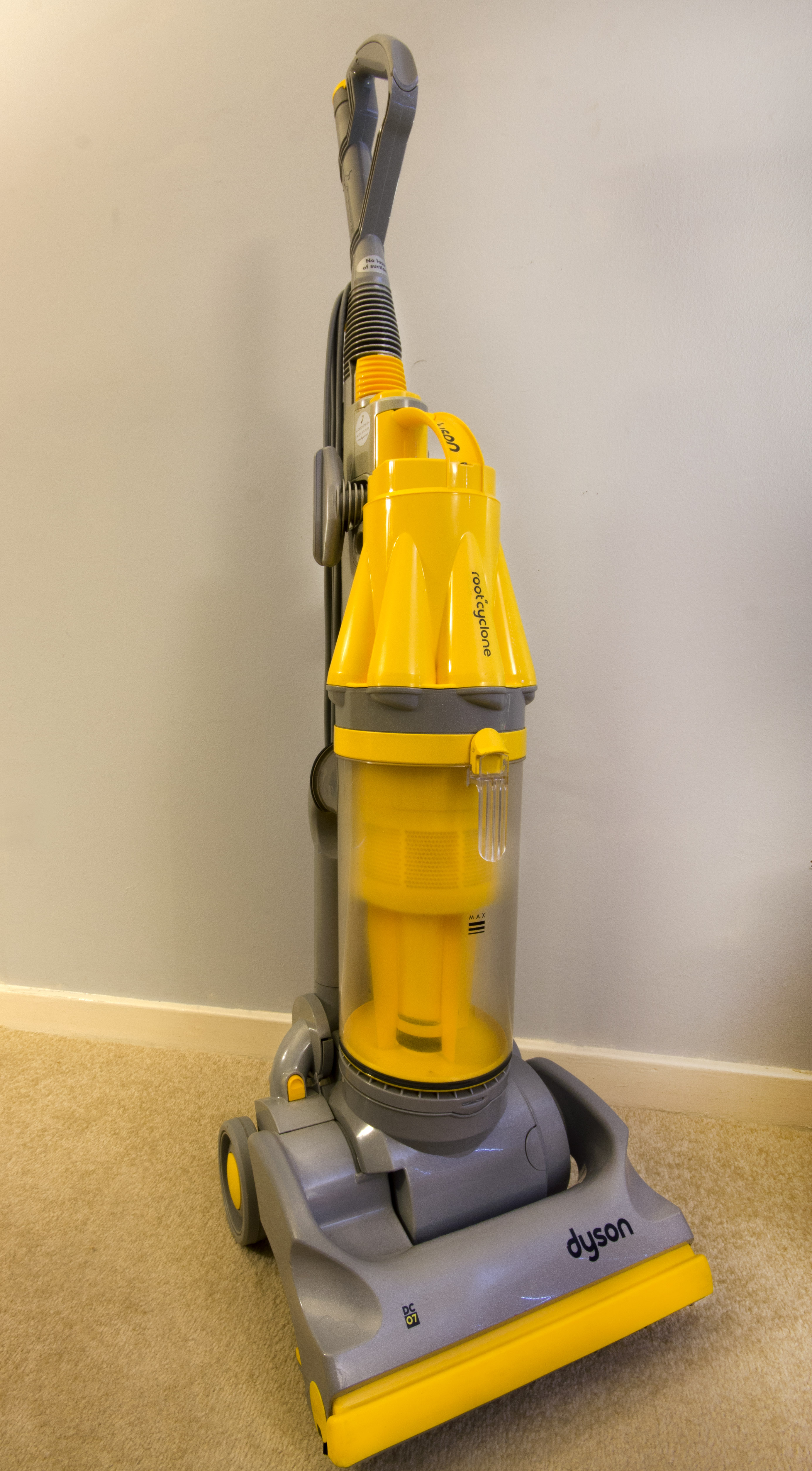
Vysavač Dyson DC07

Roku 2019 Dyson oznámil, že odstupuje z projektu na výrobu elektromobilu, protože není komerčně udržitelný.[zdroj?]

### Porušování patentových práv
V roce 1999 byla americká společnost Hoover usvědčena z porušení patentových práv.
V roce 2010 prohrála společnost Dyson soudní spor se společností Vax projednávaný před nejvyšším soudem. Rozhodnutí soudu odmítlo žalobu společnosti Dyson, ve které se uvádělo, že společnost Vax Mach Zen porušila práva související s jedním z chráněných průmyslových vzorů registrovaných společností Dyson. Přestože v tomto sporu v Británii společnost Dyson neuspěla (stejně tak jako v odvolání v roce 2011), zvítězila v podobném procesu vedeném vůči dceřiné společnosti Vax, Dirt Devil, ve Francii.
V září 2013 zahájila společnost Dyson soudní řízení proti společnosti Samsung podáním žaloby na porušení práva souvisejícího s patentem na mechanismus řízení vysavače, kterého je držitelem.

## Cena Jamese Dysona a Nadace Jamese Dysona
Cena Jamese Dysona je mezinárodní cenou pro studenty, která se uděluje v 18 zemích světa. Udělování této ceny má na starosti Nadace Jamese Dysona (dobročinná společnost), jejímž posláním je podporovat budoucí generace návrhářů, konstruktérů a projektantů v tvořivosti, inovativním přístupu a vynalézavosti. Vítěz ceny Jamese Dysona obdrží GBP 30 000 a jeho univerzita GBP 10 000.
Nadace Jamese Dysona si klade za cíl inspirovat mladé lidi ke studiu technologií a inženýrství. Zástupci nadace navštěvují školy a univerzity, kde nabízejí tvůrčí dílny a semináře, jejichž cílem je podpořit tvořivost a vynalézavost mladých lidí. Více než 727 škol v Británii a Severním Irsku využilo vzdělávacích balíčků nadace Dyson, které byly posílány učitelům a žákům za účelem informovat je o procesu navrhování výrobků. Nadace Jamese Dysona poskytuje také různé druhy stipendií zájemcům o studium technických oborů.

## Cyklonová technologie
Vysavače Dyson využívají cyklonovou separaci k odstraňování prachu a jiných drobných částic z proudu vzduchu. Znečištěný vzduch vstoupí do nádoby kuželového tvaru nazývané cyklona, kde je jeho proud směřován do úzké spirály. Odstředivá síla vrhá částečky pryč z proudícího vzduchu, ty narážejí na stěny, odkud pak padají do sběrné nádoby a odtud pak mohou padat do koše. Vysavač využívá několik fází cyklon. Společnost Dyson uvádí, že odstředivé síly mohou dosahovat až 100 000 G.

## Technologie ventilátorů Air Multiplier
Ventilátory Dyson Air Multiplier představené v roce 2009 nemají žádné vnější vrtule, lopatky či oběžná kola. Vzduch je hnán skrz prstencový otvor umístěný ve smyčkovém zesilovači. Tím vzniká proud vzduchu procházející přes aerodynamickou rampu, která určuje směr proudění. Do tohoto vzdušného proudu je strháván okolní vzduch (tento jev se nazývá nasátí a strhávání). Společnost Dyson uvádí, že na počátku vytvořený vzdušný proud je u modelů AM01, AM02 a AM03 15–18krát zesílen, čímž vzniká hladce plynoucí, nepřerušovaný vzdušný proud.

## Kritika a kontroverze
V březnu 2011 poskytl Sir James Dyson, zakladatel a současný výkonný ředitel společnosti Dyson, rozhovor britským novinám The Sunday Times. V tomto rozhovoru uvedl, že zahraniční studenti si po ukončení svého studia odvezou získané vědecké a technologické poznatky do svých zemí. Uvedl také, že někteří zahraniční studenti představují hrozbu i po opuštění Velké Británie. „Británie se pyšní vysokým počtem zahraničních studentů studujících na našich univerzitách. Ve skutečnosti však neděláme nic jiného, než že vzděláváme konkurenci. Byl jsem svědkem odstrašujících případů. Dochází například k tomu, že v počítačích zůstávají nainstalované výzvědné aplikace, které odesílají informace i poté, co se zahraniční výzkumný pracovník vrátí domů.“
David Willetts, ministr vlády, do jehož kompetence spadají britské univerzity, uvedl, že provede důkladné prošetření tohoto výroku pana Jamese Dysona.

## Výroba se stěhuje do Malajsie
Z počátku byly veškeré vysavače a pračky Dyson vyráběny v Malmesbury v hrabství Wiltshire. V roce 2002 přesunula společnost výrobu vysavačů do Malajsie. Společnost Dyson uvedla, že zažádala o územní rozhodnutí, které by umožnilo rozšíření výrobního závodu a zvýšení kapacity výroby. Tato žádost však nebyla úspěšná. Úřady místní samosprávy však tvrdí, že o takové povolení nikdo nežádal, že pozemky, o které společnost Dyson usilovala, byly v soukromém vlastnictví a jejich majitel je nechtěl prodat. Vzhledem k tomu, že společnost Dyson byla největším výrobním závodem v hrabství Wiltshire, nepočítáme-li město Swindon, vyvolal tento krok určitou kontroverzi. O rok později byla do Malajsie převedena také výroba praček.
V roce 2004 byl zahájen provoz výrobního závodu Meiban-Dyson Laundry v malajsijském městě Johor. Tento nový závod v hodnotě 10 milionů RM (malajsijských ringitů – zhruba 2,63 milionů USD) je společným podnikem společnosti Dyson a singapurské společnosti Meiban Group Ltd., která má výrobní závody v Singapuru, Malajsii a Číně.
Společnost Dyson uvádí, že úspory, které přineslo toto převedení výroby do Malajsie, jí umožnily investovat do centra výzkumu a vývoje v sídle společnosti v britském Malmesbury.
V roce 2007 uzavřela společnost Dyson partnerskou smlouvu s malajsijským výrobcem elektroniky, společností VS Industry Bhd (VSI), umožňující této společnosti přebrat významnou roli v dodavatelském řetězci společnosti Dyson od zajišťování surovin přes výrobu až po distribuci. Společnost VSI také předložila rozsáhlý výrobní plán na dodávky hotových výrobků na cílové trhy společnosti Dyson po celém světě (USA, Británie, Japonsko apod.).
Přestože se často uvádí, že společnost Dyson má téměř 4 000 zaměstnanců, společnost nikdy veřejně neuvedla, ve které zemi tito zaměstnanci jsou. Je všeobecně známo, že VS Industry Bhd (VSI) v současné době zaměstnává 4 250 osob ve svém malajsijském závodě, kde se vyrábí výrobky Dyson, a uvádělo se, že v roce 2007 výrobky Dyson představovaly 80 % tržeb společnosti VS Industry Bhd (VSI).

## Bell Pottinger
V prosinci 2011 oznámil deník The Independent, že vysoký manažer PR společnosti Bell Pottinger, Tim Collins, byl nafilmován žurnalisty z Kanceláře investigativního žurnalismu, jak říká, že britský předseda vlády, David Cameron, vznesl otázku porušování autorských práv při rozhovoru s čínským premiérem Wen Jiabao jménem společnosti Dyson Limited „protože o to byl požádán“.

## Žaloba ze strany Excel Dryer
5. prosince 2012 podala společnost Excel Dryer vyrábějící sušiče rukou žalobu na společnost Dyson, ve které uvádí, že reklama společnosti Dyson porovnávající její výrobek Airblade a výrobek společnosti Excel Dryer XLERATOR je klamavá. V této reklamě se uvádí, že XLERATOR vyprodukuje dvakrát tolik oxidu uhličitého, má horší dopad na životní prostředí a jeho provoz je nákladnější než provoz výrobku Airblade. Společnost Excel Dryer tvrdí, že společnost Dyson zfalšovala technické srovnání tím, že poskytla laboratoři Materials Systems Laboratory amerického technologického institutu Massachusetts Institute of Technology parametry výrobku XLERATOR týkající se 20 sekund sušicího času namísto 12 sekund testovaného času, a tím došlo k nadhodnocení spotřeby energie tohoto výrobku v porovnání s výrobkem Airblade. Tato kauza stále nebyla vyřešena.